# リボウィッツよし子
リボウィッツ よし子（Yoshiko Leibowitz、1945年9月2日 - ） は、日本の看護学者。専門は在宅・終末期看護学。元公立大学法人青森県立保健大学理事長兼学長。元新潟青陵大学学長。

## 人物・経歴
1964年山梨英和高等学校卒業。1968年聖路加看護大学卒業、看護学士、聖路加国際病院勤務。1976年ニューヨーク大学大学院看護学研究科修士課程修了、MAN（看護学修士）。1977年ワシントン州立大学看護学講師。1981年トーマス・ジェファーソン大学病院フォードロードキャンパス看護婦長。1984年トーマス・ジェファーソン大学病院フォードロードキャンパス副看護部長。1995年ペンシルバニア州フィラデルフィアで訪問看護ステーション・コンティニュアスホームケアを設立し施設長に就任。1998年大分医科大学成人看護学主任教授。2002年青森県立保健大学健康科学部看護学科教授。2003年青森県立保健大学国際科長。2006年青森県立保健大学国際科長兼看護学科長。2007年青森県立保健大学学長。2008年公立大学法人青森県立保健大学理事長・学長。2009年公立大学協会理事、日本看護系大学協議会理事。2012年日本看護系大学協議会監事。2014年青森県立保健大学名誉教授、社会福祉法人宏仁会顧問、宝塚大学質評価外部委員。2015年協和発酵キリン取締役、山梨県立大学大学院看護学研究科相談役、聖路加国際大学評議員 。2019年新潟青陵大学学長。